# Canthon cobosi
Canthon cobosi là một loài bọ cánh cứng trong họ Bọ hung (Scarabaeidae).